# Суомпрок
Суомпрок е жанр в рок музиката, водещ началото си от средата на 60-те години на XX век, когато се смесват рокабили и соул музиката със суомпблус, кънтри музиката и фънк. Жанрът произхожда от Луизиана и изпълнители като Тони Джоу Уайт и по-късно е популяризиран от калифорнийската музикална група „Кридънс Клиъруотър Ривайвал“.

## Основни черти
Суомпрокът смесва рокабили и соул музиката със суомпблус, кънтри и фънк. Суомпблусът дава на суомпрока характерния китарен звук, който е с ниска тоналност и често има отекващ звук. В рамките на този стил често се използват духови музикални инструменти, което се дължи на влиянието на соула, макар че солата по-често се изпълняват на китара. Друг източник на влияние за звученето на суомпрока е тежкият звук с акцент върху китарата, идващ от т.нар. Британско нашествие, както и кънтри блуса и ритъм енд блуса от Ню Орлиънс. Някои идентифицират текстовете като „тъмни и опасни“.

## Историческо развитие
Сингълът на Дейл Хоукинс Oh! Suzy Q е записан през 1957 година и неговото написване се води на името на Хоукинс, макар че според други е копиран от песен със същото име на Сони Бой Уилямсън I. Често е определян като първия суомпрок сингъл; макар това произведение да се счита за суомппоп, то има остротата и по-тежкото китарно звучене, което се свързва със суомпрока. Суомпрокът получава признание като музикална тенденция едва в края на 60-те години и началото на 70-те.
Тони Джоу Уайт е музикантът, на когото се дължи появата на суомпрока. Уайт произхожда от Луизана и неговите песни по-късно са записани от Брук Бентън и Дъсти Спрингфийлд, както и други изпълнители, и са посрещнати с голям успех.
Доктор Джон (с истинско име Малкълм Джон Ребънак-младши), идващ от Ню Орлиънс, също дава своя принос за суомпрок сцената, развивайки отличителен стил, в който смесва ритъм енд блус от Ню Орлиънс, нюорлиънски блус, джаз, рок и буги-вуги. Ребънак отначало създава артистичния образ Доктор Джон, базирайки се на вуду културата в Ню Орлиънс, и иска в този образ да се въплъти приятеля му Рони Барън. Когато обаче Барън отказва да стане въплъщение на този образ, самият Ребънак в крайна сметка решава да приеме този артистичен образ.
Членовете на „Кридънс Клиъруотър Ривайвал“ са определяни като основатели на суомпрока. В песните на групата се говори за природни местности, където има бавно течаща вода, сомове, река Мисисипи и други елементи от традициите на Южните американски щати, макар че групата всъщност е от Калифорния. Групата „Литъл Фийт“, сформирана от музиканта и автор на песни Лауъл Джордж и също идваща от Калифорния, създава суомпрок звучене, в което се използват елементи от кънтри, фолк, блус, соул, суомппоп и ритъм енд блус.
|  | Тази страница частично или изцяло представлява превод на страницата Swamp rock в Уикипедия на английски. Оригиналният текст, както и този превод, са защитени от Лиценза „Криейтив Комънс – Признание – Споделяне на споделеното“, а за съдържание, създадено преди юни 2009 година – от Лиценза за свободна документация на ГНУ. Прегледайте историята на редакциите на оригиналната страница, както и на преводната страница, за да видите списъка на съавторите. ВАЖНО: Този шаблон се отнася единствено до авторските права върху съдържанието на статията. Добавянето му не отменя изискването да се посочват конкретни източници на твърденията, които да бъдат благонадеждни. |